# Thomas Kahlenberg
Thomas Kahlenberg (sinh ngày 20 tháng 3 năm 1983 ở Hvidovre) là một cầu thủ người Đan Mạch, hiện đang là tiền vệ của CLB Đức Vfl Wolfsburg.Anh đã chơi hơn 20 trận và ghi 2 bàn cho đội tuyển quốc gia Đan Mạch, và là thành viên trẻ nhất của đội tuyển Đan Mạch ở Euro 2004.

## Tiểu sử
Khi mới 15 tuổi, anh chuyển từ CLB ở giải hạng thấp Hvidovre IF đến đương kim vô địch Đan Mạch BrøndbyIF ở giải vô địch quốc gia Đan Mạch.Tại đây tài năng của anh được phát hiện, khi anh chơi một số trận cho đội trẻ Đan Mạch ở cấp độ U17 và U19.Kahlenberg không có được trận đấu nào cho Brøndby, cho tới khi huấn luyện viên đội trẻ Tom Køhlert được chỉ định lên làm huấn luyện viên đội một vào tháng 5 năm 2002.

## Sự nghiệp thi đấu CLB
Vào 12 tháng 5 năm 2002, Kahlenberg có trận đấu đầu tiên khi tiếp FC København, trong trận đấu áp chót của mùa giải 2001-2002.Trận hoà 1-1 giúp Brøndby có được ngôi vô địch nhờ hơn hiệu số bàn thắng bàn thua.
Trong mùa giải đầu tiên cùng Brøndby, Kahlenberg chơi ở vị trí tiền vệ trung tâm, nơi anh có thể phát động tấn công với khả năng kĩ thuật tốt và khả năng đọc trận đấu.Anh được đánh giá như một trong những tài năng lớn nhất của Đan Mạch, và có trận đấu đầu tiên cho đội U21 Đan Mạch vào tháng 9 năm 2002.Anh có trận đấu tiên cho ĐTQG Đan Mạch vào 30 tháng 4 năm 2003 trong trận thắng 1-0 trước Đội tuyển Ukraine. Anh được chọn cho Đội tuyển Đan Mạch ở Euro 2004, nhưng không chơi trận nào trong suốt giải đấu.
Trong mùa giải 2004-2005 cùng Brøndby, Kahlenberg được chuyển sang chơi tiền vệ trái, với sự ra đi của tuyển thủ Thuỵ Điển Mattias Jonson.Được đaayr sang chơi vị trí không sở trường, nhưng Kahlenberg vẫn trở thành vua phá lưới của Brøndby's trong mùa 2004-2005 với 13 bàn, giúp đội bóng đoạt cúp ăn đôi.Vào tháng 7 năm 2005, CLB Pháp AJ Auxerre trả giá 2,5 triệu Euro cho Kahlenberg.Và lời đề nghị được chấp nhận, anh ký bản hợp đồng 4 năm cùng CLB.
Vào 28 tháng 5 năm 2009, anh ký hợp đồng 4 năm cùng nhà vô địch Đức Vfl Wolfsburg.

## Thi đấu quốc tế
Kahlenberg chơi cho ĐT U21 Đan Mạch cho tới tháng 5 năm 2006, khi anh được chọn cho đội hình của Đan Mạch dự giải U21 châu Âu vào năm 2006.Khi đó anh thuộc vào đội tuổi già nhất của đội, vào tháng 9 năm 2006, anh tham gia vào giải ở tuổi 23.Dù Đan Mạch đã bị loại từ vòng bảng Kahlenberg vẫn ghi được 3 bàn trong 3 trận, và được chọn vào "Đội hình xuất sắc nhất giải".Anh kết thúc sự nghiệp thi đấu cho đội U21 từ sau giải đấu, ghi 10 bàn trong 26 trận.Sau một thời gian bị loại khỏi đội tuyển, Kahlenberg được gọi lại vào đội tuyển cho vòng loại World Cup 2010.Trong trận đấu thứ 2 ở vòng loại, anh ghi bàn vào lưới Đội tuyển Thuỵ Điển.

## Bàn thắng cho đội tuyển
| #  | Ngày                 | Địa điểm                                   | Đối thủ    | Bàn thắng | Kết quả | Giải đấu                 |
| -- | -------------------- | ------------------------------------------ | ---------- | --------- | ------- | ------------------------ |
| 1. | 1 tháng 9 năm 2006   | Sân vận động Brøndby, Copenhagen, Đan Mạch | Bồ Đào Nha | 2–1       | 4–2     | Giao hữu                 |
| 2. | 21 tháng 11 năm 2007 | Sân vận động Parken, Copenhagen, Đan Mạch  | Iceland    | 3–0       | 3–0     | Vòng loại Euro 2008      |
| 3. | 6 tháng 6 năm 2009   | Sân vận động Råsunda, Solna, Thụy Điển     | Thụy Điển  | 1–0       | 1–0     | Vòng loại World Cup 2010 |
| 4. | 7 tháng 9 năm 2010   | Sân vận động Parken, Copenhagen, Đan Mạch  | Iceland    | 1–0       | 1–0     | Vòng loại Euro 2012      |
| 5. | 7 tháng 9 năm 2014   | Sân vận động Parken, Copenhagen, Đan Mạch  | Armenia    | 2–1       | 2–1     | Vòng loại Euro 2016      |

## Danh hiệu
- Vô địch Đan Mạch: 2001-02, 2004-05
- Cúp quốc gia Đan Mạch: 2002-03, 2004-05